# Remartinia restricta
Remartinia restricta – gatunek ważki z rodziny żagnicowatych (Aeshnidae). Występuje na terenie Ameryki Południowej.